# Martin Gülzow
Martin Walter Rudolf Bruno Gülzow (* 10. Mai 1910 in Kemnitz (bei Greifswald); † 5. Oktober 1976 in Rostock) war ein deutscher Internist und Endokrinologe. Er fungierte ab 1949 als Professor an der Universität Greifswald und ab 1957 an der Universität Rostock, an der er zugleich bis 1973 die Medizinische Klinik leitete. Schwerpunkt seiner Forschungstätigkeit waren die Erkrankungen der Bauchspeicheldrüse.

## Leben
Martin Gülzow wurde 1910 in Kemnitz bei Greifswald geboren und legte nach dem Besuch der Grundschule in Neuendorf bei Kemnitz am Greifswalder Gymnasium sein Abitur ab. Anschließend studierte er in Wien, München und Greifswald Medizin. An der Universität Greifswald bestand er 1934 sein Staatsexamen, anschließend wurde er Assistent bei Gerhardt Katsch. Nach seiner Habilitation im Jahr 1941 über Pankreasenzyme wurde er Dozent für Innere Medizin und Röntgenologie an der Medizinischen Fakultät. 1949 folgte die Ernennung zum Professor.
1950 übernahm er als leitender Arzt die Innere Abteilung des Bezirkskrankenhauses Stralsund, an dem er ab 1954 als ärztlicher Direktor fungierte. 1957 wurde er als Professor für Innere Medizin an die Universität Rostock berufen, wo er bis 1973 zugleich Direktor der Medizinischen Klinik war. Darüber hinaus hatte er ab 1956 eine Professur für Innere Medizin und Berufskrankheiten an der Deutschen Akademie für Ärztliche Fortbildung in Berlin inne. Zusammen mit dem Greifswalder Internisten Friedrich Müller gründete er 1963 die „Medizinisch-wissenschaftliche Gesellschaft der Internisten Mecklenburgs“. Von den 259 Veröffentlichungen Martin Gülzows hat eine große Zahl die Bauchspeicheldrüse zum Thema.  
Martin Gülzow war ab 1962 Mitglied der Deutschen Akademie der Naturforscher Leopoldina und ab 1964 ordentliches Mitglied der Deutschen Akademie der Wissenschaften zu Berlin, 1968 erhielt er den Ehrentitel Obermedizinalrat. Er starb 1976 in Rostock. Seit 1980 wird ihm zum Gedenken von der Deutschen Gesellschaft für Verdauungs- und Stoffwechselkrankheiten der von der Firma Solvay Arzneimittel gestiftete Martin-Gülzow-Preis für grundlegende oder richtungsweisende Arbeiten im Bereich der klinischen Gastroenterologie vergeben.

## Werke (Auswahl)
- Gastroenterologie. Jena 1969, Jena und Stuttgart 1974 (als Herausgeber)
- Erkrankungen des exkretorischen Pankreas. Jena 1975, Jena und Stuttgart 1995 (als Herausgeber)